# Janusz Janeczek
Janusz Roman Janeczek (ur. 20 lutego 1952 w Sosnowcu) – polski geolog specjalizujący się w mineralogii, profesor nauk o Ziemi, w latach 2002–2008 rektor Uniwersytetu Śląskiego.

## Życiorys
W 1976 ukończył studia z zakresu geologii na Uniwersytecie Wrocławskim. Na tej samej uczelni uzyskał w 1983 stopień doktora nauk przyrodniczych i w 1993 stopień doktora habilitowanego nauk o Ziemi (w oparciu o rozprawę zatytułowaną Krystalochemia uraninitu i jego trwałość w warunkach redukcyjnych). 14 grudnia 1999 Prezydent RP nadał mu tytuł profesora nauk o Ziemi.
W latach 1974–1976 był zatrudniony jako pracownik techniczny w Muzeum Mineralogicznym Instytutu Nauk Geologicznych Uniwersytetu Wrocławskiego. Do 1984 pracował na UWr, następnie został adiunktem na Wydziale Nauk o Ziemi Uniwersytetu Śląskiego. Pod koniec lat 80. uzyskał stypendium Programu Fulbrighta na University of New Mexico. W 1995 objął stanowisko profesora nadzwyczajnego, a w 2004 został zatrudniony jako profesor zwyczajny w tej jednostce.
Na Uniwersytecie Śląskim pełnił m.in. funkcję prodziekana Wydziału Nauk o Ziemi (1993–1999), członka Komisji Uniwersytetu Śląskiego ds. Współpracy z Zagranicą (1993–1999) oraz prorektora ds. nauki, promocji i współpracy międzynarodowej (1999–2002). W 1994 został kierownikiem Zakładu Mineralogii, a w 2000 stanął na czele Katedry Geochemii, Mineralogii i Petrografii. W latach 2002–2008 przez dwie kadencje sprawował urząd rektora Uniwersytetu Śląskiego, był wówczas m.in. zastępcą prezydenta Regionalnej Konferencji Rektorów Akademickich Szkół Wyższych.
W 1996 uzyskał członkostwo w Komitecie Nauk Mineralogicznych Polskiej Akademii Nauk, był przewodniczącym tej instytucji. W 1997 został członkiem Komisji Naukowo-Technicznej przy prezesie Państwowej Agencji Atomistyki, następnie od 1998 do 2002 był radcą prezesa PAA. W latach 1998–2002 pełnił funkcję prezesa Polskiego Towarzystwa Mineralogicznego, od 1999 do 2002 przewodniczył Radzie Użytkowników Śląskiej Akademickiej Sieci Komputerowej. Był członkiem komitetu poparcia Bronisława Komorowskiego przed wyborami prezydenckimi w 2010 i w 2015.
W 2010 powołano go w skład rady Narodowego Centrum Nauki, a w 2016 został jej przewodniczącym (pełnił tę funkcję do 2018).

## Odznaczenia i wyróżnienia
- 1986 – Nagroda Naukowa im. Ignacego Domeyki Polskiej Akademii Nauk
- 1997 – Medal Komisji Edukacji Narodowej
- 1999 – Srebrna Odznaka „Za zasługi dla Uniwersytetu Śląskiego”
- 2000 – Złoty Krzyż Zasługi[5]
- 2004 – Złota Odznaka „Za zasługi dla Uniwersytetu Śląskiego”
- 2006 – Medal Jana Masaryka